# مارينا مهاتير
مارينا بينتي مهاتير (مواليد 11 مايو 1957) (بالجاوية: مارينا بنت محضير) هي ناشطة اجتماعية وسياسية ماليزية وكاتبة. وهي الابنة الكبرى لرئيس وزراء ماليزيا الرابع والسابع، مهاتير محمد وسيتي حازمة محمد علي. وقد تخرجت من جامعة ساسكس.

## أنشطة
مارينا هي رائدة في العديد من المنظمات غير الحكومية مثل مؤسسة الإيدز الماليزية وهي مدونة اجتماعية وسياسية نشطة. كما أنها تكتب في عمودها نصف الأسبوعي الذي يحمل عنوان «ماسينجز» في جريدة ستار منذ عام 1989.
هي ناشطة نشطة من أجل حقوق المرأة. في عام 2006 وصفت وضع النساء المسلمات في ماليزيا بأنه مشابه لوضع السود في جنوب إفريقيا في ظل نظام الفصل العنصري، وقد دعت مارينا إلى إنهاء التمييز على أساس الميول الجنسية في عامي 1998 و 1999.
وقد ظهرت في فيلم وثائقي صدر في أواخر عام 2009 عن والدها مهاتير محمد مع بقية أفراد العائلة.
في عام 2010، حصلت على جائزة شخصية العام في الأمم المتحدة لعملها التطوعي في مكافحة فيروس نقص المناعة البشرية / الإيدز.
في عام 2016، شجبت مارينا تدمير الثقافة والتقاليد الماليزية من خلال ما تعتبره «استعمارًا عربيًا».
في يناير 2018، بعد فيديو فيروسي لرجل مسلم صفع امرأة مسلمة لعدم ارتدائها الحجاب، حذرت مارينا من أن أسلمة ماليزيا ستمزق البلاد. وأشارت إلى الأسلمة على أنها «شكل آخر من أشكال الاستعمار، وهو مفهوم لم يعرف أبدًا بأنه غير عنيف».

## حياتها الشخصية
في 7 يونيو 1998 تزوجت مارينا من تارا سوسرواردويو، المصور الإندونيسي الشهير. ولديهما ابنتان وابن.
في السابق، كانت متزوجة من الفرنسي ديدييه روسيل. مارينا وديدييه لديهما ابنة.